# Eta Ursae Majoris

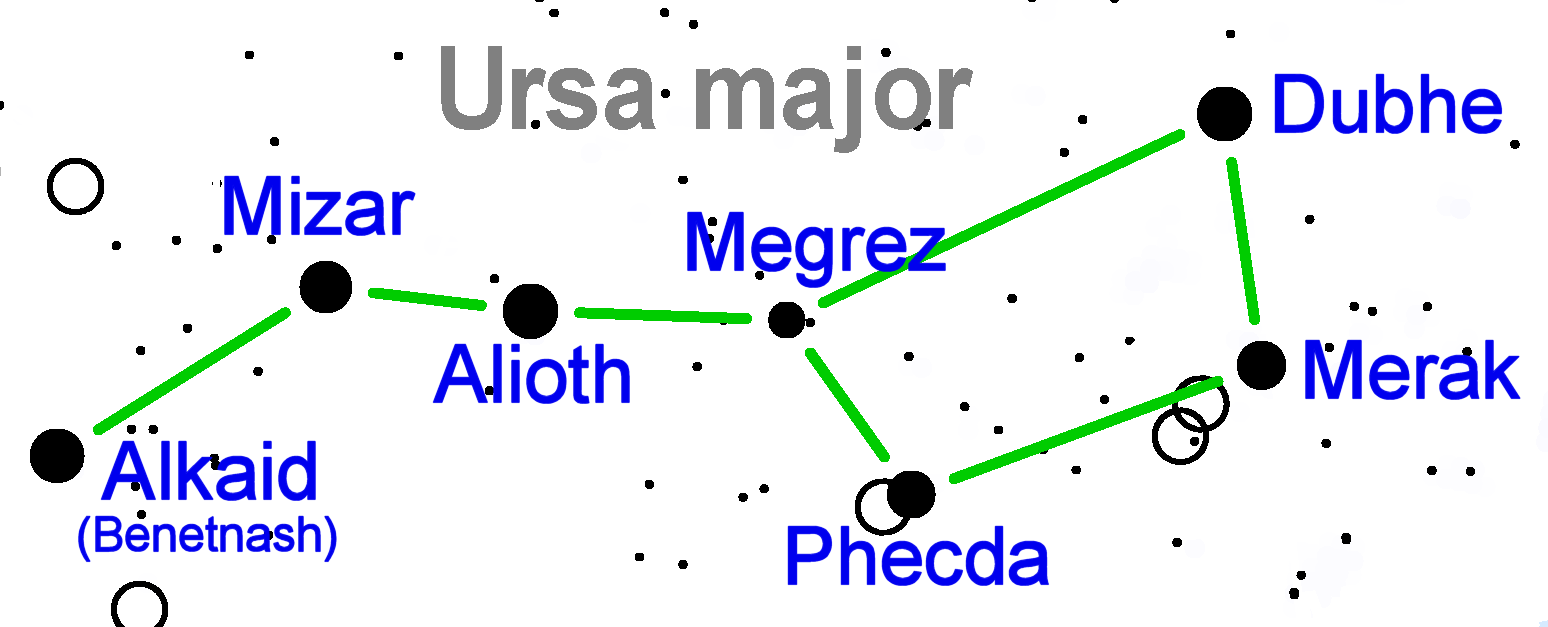
A constelação da Ursa Maior com o nome das suas estrelas principais.

Eta Ursae Majoris (η UMa, η Ursae Majoris) é uma estrela na constelação Ursa Major.  Seu nomes tradicionais são Alkaid (ou Elkeid) e Benetnash (Benetnasch).
Alkaid é a estrela no extremo leste da constelação da Ursa Maior, tem magnitude aparente de +1.9 tornando ela a 35ª estrela mais brilhante do céu. Sua distância da Terra é de 163 anos luz.
O nome deriva da expressão árabe que significa "O líder das filhas do esquife" (قائد بنات نعش qā'id binat nd ʿ sh). As filhas do esquife, ou seja, as donzelas de luto, são as três estrelas da extremidade da Ursa Maior, Alkaid, Mizar, Alioth enquanto as quatro estrelas da bacia, Megrez, Phecda, Merak e Dubhe, são o esquife.

## Ligações Externas
- Ursa Maior feita pelo Grupo de astronomia da Universidade de Madeira em abril de 2002
- The history of the star: Alkaid no constellations of words